# یک مرد، یک زن
«یک مرد، یک زن» (انگلیسی: One Man, One Woman) ترانه‌ای از ابرگروه سوئدی موسیقی پاپ آبا است که در سال۱۹۷۷ منتشر شد. خواننده اصلی ترانه آنی-فرید لینگستاد است.
این ترانه در مورد زوجی است (متشکل از یک «مرد» و «زن» که در عنوان ترانه به آن اشاره شده) که تلاش می‌کنند ازدواج خود را نجات دهند.